# Mémorial national de la paix pour les victimes de la bombe atomique de Nagasaki
Le Mémorial national de la paix pour les victimes de la bombe atomique de Nagasaki (国立 長崎 原 爆 死 没 者 追悼 平和 祈 念 館 Kokuritsu Nagasaki Genbaku Shibotsusha Tsuitō Heiwa Kinenkan) est un monument commémoratif de Nagasaki, au Japon, édifié en hommage aux victimes de la bombe atomique larguée en 1945 sur la ville à la fin de la Seconde Guerre mondiale.
Le mémorial est situé à côté du musée de la bombe atomique (en) et à proximité du parc de la Paix.
Comme celui d'Hiroshima (en), le mémorial a été conçu comme un lieu de souvenance et de prière pour les personnes tuées lors du bombardement atomique de 1945, avec des photos, des souvenirs et des témoignages concernant l'événement. Il propose également des informations sur la coopération internationale au sujet du traitement médical à apporter aux personnes victimes d'accidents nucléaires.

## Le mémorial
Conçu par l'architecte japonais Akira Kuryū, le mémorial a été construit entre novembre 2000 et décembre 2002. L'intérieur souterrain comprend en deuxième sous-sol une salle de consultation d'archives suivie d'un vestibule destiné à retrouver son calme avant de pénétrer dans le hall du souvenir dans lequel douze piliers de lumière symbolisent l'espoir pour la paix. Alignés en deux rangées de six, les piliers sont orientés en direction de l'épicentre. Dans le fond du hall se dresse une étagère contenant les noms des victimes de la bombe atomique. Peu après le hall est établi un salon où la vue porte sur un mur d'eau ainsi que deux espaces d'information sur la paix. 
Un niveau supérieur — où l'on peut aussi lire des extraits de journaux — est doté d'un poste de visualisation permettant de voir le hall du souvenir du haut.
Un vaste bassin circulaire bordé d'arbres, duquel émergent les douze piliers de lumière du hall, surmonte le mémorial. La nuit, 70 000 points lumineux en fibre optique symbolisant les victimes diffusent leur lumière au travers de la surface de l'eau du bassin.
La fondation responsable du mémorial organise aussi des expositions internationales, présentant des affiches anti-nucléaires à travers le monde. Ainsi, en  2005, pour célébrer le soixantième anniversaire du bombardement, l'exposition s'est tenue au Musée de la Paix de Chicago, doublée d'une conférence à New York qui a examiné le Traité de non-prolifération des armes nucléaires. En 2007, l'exposition a eu lieu à Guernica, en Espagne, ville qui a été lourdement bombardée par l'aviation allemande (la Luftwaffe) en avril 1937.

## Prix obtenus par l'architecte pour la réalisation du mémorial
Akira Kuryū a obtenu plusieurs prix pour sa conception du mémorial :
- Prix Tōgo Murano (ja) 2006 (prix institué en mémoire de l'architecte Tōgo Murano)
- Prix d'architecture Arcacia : médaille d'or
- Prix de la Japan Building Contractors Society
- Prix du The Good Design
- Prix de Japan lighting Technology
- Prix du Nagasaki City Urban Landscape

Il a été en outre recommandé pour le prix attribué par The Architectural Institute of Japan